# Organuhr
Organuhr ist ein Begriff aus dem Bereich der traditionellen chinesischen Medizin (TCM).
Der Begriff bezeichnet die Vorstellung, dass der menschliche Körper einem täglichen Energiekreislauf unterliege, der zu zyklisch wiederkehrenden Tageszeiten in bestimmten Funktionskreisen (Organsystemen) (Meridianen) einen durch besondere Aktivität dieses Funktionskreises (Organsystems) gekennzeichneten Höhepunkt erreiche und durch erhöhte Aktivität des betreffenden Funktionskreises (Organsystems) auch in Form von Beschwerden wahrgenommen werden könne. Ein wissenschaftlicher Nachweis dieser Theorie wurde bisher nicht erbracht.

## Zuordnung
Die Zuordnung der Funktionskreise (Organsysteme) zu den Tages- und Nachtstunden wird in westlichen Lehrbüchern und Werken der Ratgeberliteratur typischerweise in der Form eines Uhrendiagramms dargestellt, auf dem jedem Meridian eine Periode von zwei Stunden zugewiesen ist. Dabei ergeben sich folgende Zuordnungen, die auch geringfügig variieren können (Tabelle nach Diamond, S. 59):
- 03–05 Uhr: Lunge
- 05–07 Uhr: Dickdarm
- 07–09 Uhr: Magen
- 09–11 Uhr: Milz
- 11–13 Uhr: Herz
- 13–15 Uhr: Dünndarm
- 15–17 Uhr: Harnblase
- 17–19 Uhr: Niere
- 19–21 Uhr: Herzbeutel
- 21–23 Uhr: „Dreifacher Erwärmer“ (nicht fest lokalisierbar, insgesamt beziehbar auf Brustkorb, Bauchhöhle und Schamgegend)
- 23–01 Uhr: Gallenblase
- 01–03 Uhr: Leber

Mit der allgemeinen Vorstellung von der Organuhr können sich auch weitergehende Vorstellungen verbinden, dass etwa die Behandlung eines bestimmten Funktionskreises (Organs) Auswirkungen auf den auf dem Zifferblatt diametral gegenüberliegenden Funktionskreis (Organ) haben könne, oder dass für die Heilbehandlung nach diesem Schema günstige Tageszeiten auszuwählen seien.

## Nachweisbarkeit
Medizinisch nachgewiesen sind unter anderem zyklische Schwankungen der Kortisolkonzentration und des Katecholaminspiegels im Blut, aber eine wissenschaftliche Bestätigung konkreter „Organuhr“-Konzepte der TCM liegt bisher nicht vor.